# Svartbröstad vanga
Svartbröstad vanga (Xenopirostris polleni) är en fågel i familjen vangor inom ordningen tättingar. Den är liksom större delen av familjen endemisk för Madagaskar.

## Utseende och läte
Svartbröstad vanga är en medelstor (24 cm) vanga med en kraftig och från sidan ihoptryckt näbb. Hanen har svart på huvudet och övre delen av bröstet. Undersidan är vitaktig och ryggen grå. Näbben är ljusblå. Honan liknar hanen, men är svart endast på huvudet, med skär- eller orangetonat bröst. Den har en för släktet Xenopirostris karakteristisk vissling, ett högjutt "tseeang".

## Utbredning och status
Den förekommer i regnskog längs nordvästra kusten och östra Madagaskar. IUCN kategoriserar arten som sårbar.

## Namn
Fågelns vetenskapliga artnamn hedrar François Paul Louis Pollen (1842-1866), holländsk naturforskare och samlare av specimen på Madagaskar 1863-1866.